# Ancita australis
Ancita australis là một loài bọ cánh cứng trong họ Cerambycidae.